# Itá
Itá ist eine Stadt und ein Distrikt im Departamento Central von Paraguay. Die Stadt hat 27.300 Einwohner, der gesamte Distrikt 78.800. Sie liegt an der Schnellstraße Ruta 1, welche die Hauptstadt Asunción mit dem äußersten Süden des Landes verbindet.

## Geographie
Die Stadt liegt in Zentralparaguay, 35 km südöstlich der Hauptstadt Asunción, an einer rund 10.000 m² großen Lagune.

### Klima
Itá liegt in der Klimazone der Subtropen, die Temperaturen können im Sommer bis zu 40 °C erreichen. Im Winter bleiben sie jedoch stets über 0 °C. Die Durchschnittstemperatur in Zentralparaguay liegt bei 22 °C. Regen herrscht von Januar bis April vor, jedoch seltener von Juni bis August.

## Geschichte
Die Stadt wurde 1539 von Domingo Martínez de Irala gegründet.
1884 bekam sie den Status eines Distrikts in Paraguay. 

1868 war die Stadt Schauplatz der Schlacht bei Lomas Valentinas, einer Schlacht des Tripel-Allianz-Krieges.

## Wirtschaft
Die Wirtschaft von Itá stützt sich hauptsächlich auf Agrarwirtschaft, insbesondere den Zuckerrohranbau, und Töpferei. Des Weiteren gibt es hier sehr viele Korbflechter. Die Stadt trägt auch den Spitznamen Hauptstadt der Henkelkrüge und des Honigs. Sie ist bekannt für ihre Steinkröten aus Ton sowie ihren schwarzen Honig aus Zuckerrohr.

## Bildung
In Itá gibt es einige Universitäten:
- Universidad del Norte - UniNorte
- Universidad San Carlos (USC)
- Universidad Gran Asunción - Unigran

## Sport
Der bekannteste Fußballverein der Stadt ist Sportivo Iteño. Der Verein spielt jedoch derzeit nur in der dritten Liga des Landes.
Der erste Rugbyverein der Stadt wurde 2017 gegründet. Die Spieler nennen sich Kaimane von Itá.

## In Itá geboren
- Juana Marta Rodas (1925–2013), Keramikkünstlerin
- Saturnino Arrúa (* 1949), Fußballspieler und -trainer
- Jorge Guasch (* 1961), ehemaliger Fußball-Nationalspieler Paraguays
- Julia Isídrez (* 1967), Keramikkünstlerin
- Estanislao Struway (* 1968), Fußballspieler